# Piotr Mihailovici Baranov
Piotr Mihailovici Baranov (în rusă Петр Михайлович Баранов) (n. 2 septembrie 1860 – d. 1920) a fost unul dintre generalii Armatei Țariste Ruse din Primul Război Mondial.
A îndeplinit funcția de comandant al Corpului 4 Siberian rus în campania acesteia din România, având gradul de general-locotenent.:p. 181 